# Abdijvorstendom Thorn
Het abdijvorstendom Thorn (Duits: kaiserlich-freiweltliches Stift Thorn) was een wereldlijk gebied rondom de abdij van Thorn in Midden-Limburg. De abdis was een prelaat die een positie tussen de rijksvorsten bekleedde. Het ministaatje had zich in de 12e eeuw afgescheiden en werd opgeheven onder de Franse bezetting in de Zuidelijke Nederlanden.

## Geschiedenis
Aanvankelijk vormt de abdij van Thorn een eigenkerk binnen de rijksheerlijkheid Kessenich, op dat moment een allodiale heerlijkheid onder Luikse soevereiniteit. Uit deze vroegere eenheid stamt ook het beneficie. In de 12e eeuw wordt de wereldlijke band met Luik verbroken en gedraagt de abdij zich als een rijksabdij, zelfs al is ze geen koningsgoed. De voogdij wordt gedeeld door Gelre (als oppervoogd) en Horn (als ondervoogd). Reinoud I van Gelre (1282), in dezen herhaald door koning Adolf (1292), verbiedt externe fiscale jurisdictie over het stift, zodat dit rijksvrij blijft. In gezamenlijkheid werden het Abdijvorstendom Thorn, het Luiks vrijdorp Neeritter en de Rijksheerlijkheid Kessenich aangeduid als de Drie Eigen.
Enkele afgelegen plaatsen vallen echter onder andere voogden. De dorpen Beek, Lozen, Neeroeteren en Heppeneert zijn bijvoorbeeld aan Loon toevertrouwd. Ze gaan, in grote mate, verloren ten gevolge van usurpatie (14e eeuw). Het dorp Eisden (met het bijhorende gehucht Mulheim) staat onder voogdij van de rijksheerlijkheid Leut. Ook de vrijheer van Leut maakt misbruik van het voogdijrecht. Na een reeks conflicten verkoopt de abdis Eisden (1553).
Vanaf 1487 wordt Thorn opgenomen in de Reichsmatrikel. De Transactie van Augsburg (1548) voegt het bij de Nederrijns-Westfaalse Kreits. Er bestaat echter nog een juridische band met Gelre (zie Rechten), die noopt tot een toenadering tot de Bourgondische Kreits (1648) wanneer Thorn wil ontsnappen aan de inkwartiering van twee compagnieën van het Reichsarmee. Na decennia van getouwtrek tussen beide kreitsen knipt keizer Karel VI de band met Gelre door (1718). Thorn is daarmee opnieuw een ministaat in het Heilige Roomse Rijk, tot aan zijn inlijving bij revolutionair Frankrijk (1794). In de achttiende eeuw was het vorstendom Thorn een pleisterplaats voor de hoog-adellijke dochters van de Europese rijksvorsten en -graven. Ze werden er klaargestoomd voor een huwelijk met een echtgenoot van de hoogste stand, of - als die zich niet aandiende - leidden een relatief comfortabel leven in een beschermde omgeving.

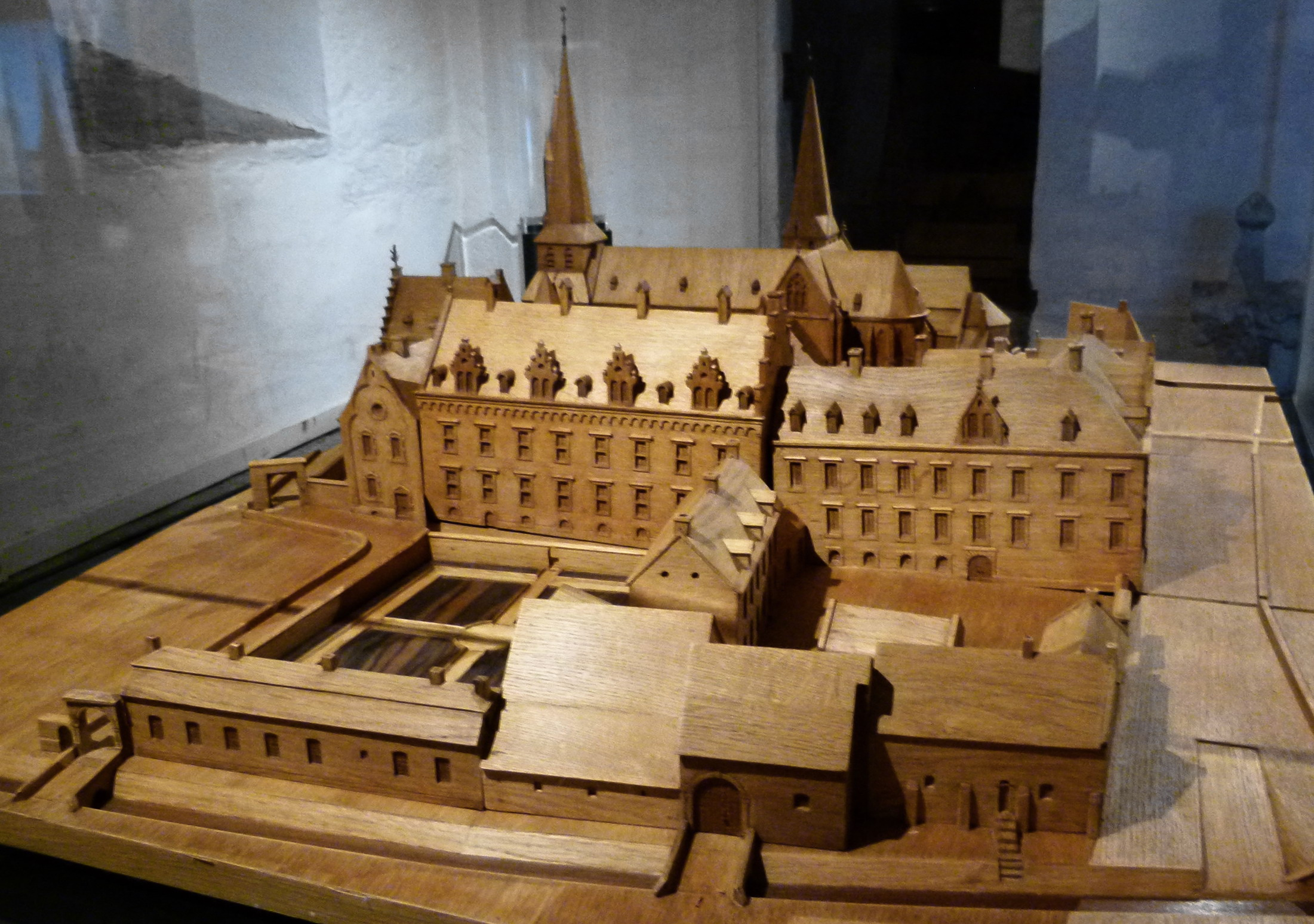
Reconstructie van het abdijcomplex
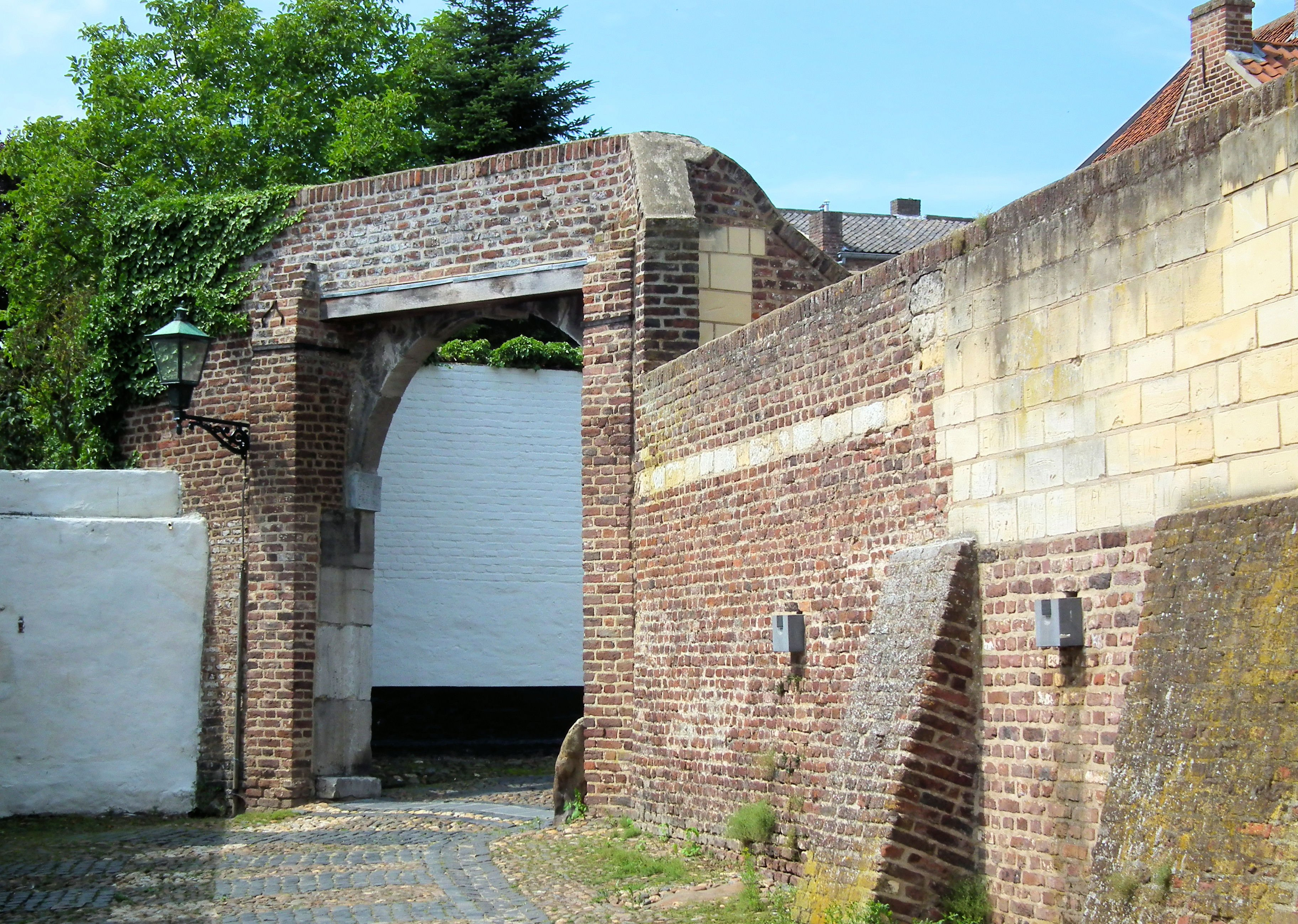
De muur die de immuniteit afbakende
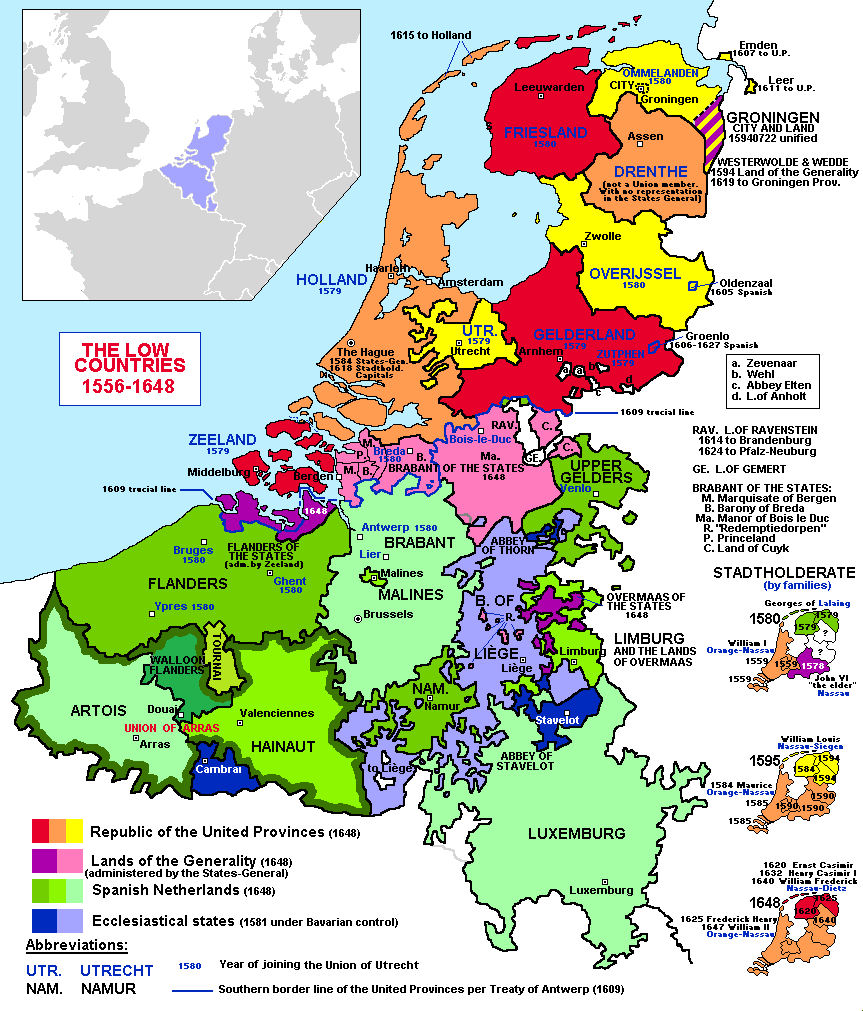
Het vorstendom Thorn (donkerblauw) en het prinsbisdom Luik (violet) in de Lage Landen (16e-17e eeuw)
De Bourgondische en Nederrijnse Kreits

## Territorium
Aan het einde van het ancien régime was het Land van Thorn 52,1 km² groot (plus het tweeherige dorp Neeroeteren met de exclave Heppeneert, resp. 31,2 km² en 3,9 km²). Dit gebied was verdeeld in vier 'kwartieren', elk geleid door twee burgemeesters. Deze kwartieren waren:
- Thorn
- Stramproy en de Winkel
- Baexem en Grathem
- Ittervoort, Groot-Beersel, Ell en Haler

Op kerkelijk vlak waren ook andere dorpen verbonden aan Thorn. De abdij had o.m. rechten over:
- de Sint-Remigiuskerk in Baarle-Hertog, mogelijk reeds geschonken door Hilsondis (992)[9]
- de Sint-Martinuskerk in De Haghe, opgericht door abdis Hildegunde van Wassenberg (1261)
- de Geertruidskerk te Geertruidenberg, later (1310) verheven tot kapittelkerk

Ook waren tal van afgelegen pachthoeves aan de abdij geschonken. Zij betaalden dan cijns aan Thorn. Ze lagen:
- in het Zuid-Limburgse dorp Waubach
- in Breda en de omliggende plaatsen die Haghe, Ginneken en Bavel
- ten zuiden van Breda: Meer en Meerle in het Belgische Hoogstraten
- ten zuidoosten van Breda: Baarle-Hertog, Baarle-Nassau, Alphen en Gilze
- ten noorden van Breda: Oosterhout, Drimmelen en Geertruidenberg
- ten westen van Breda: Etten, Leur, Sprundel en Wouw

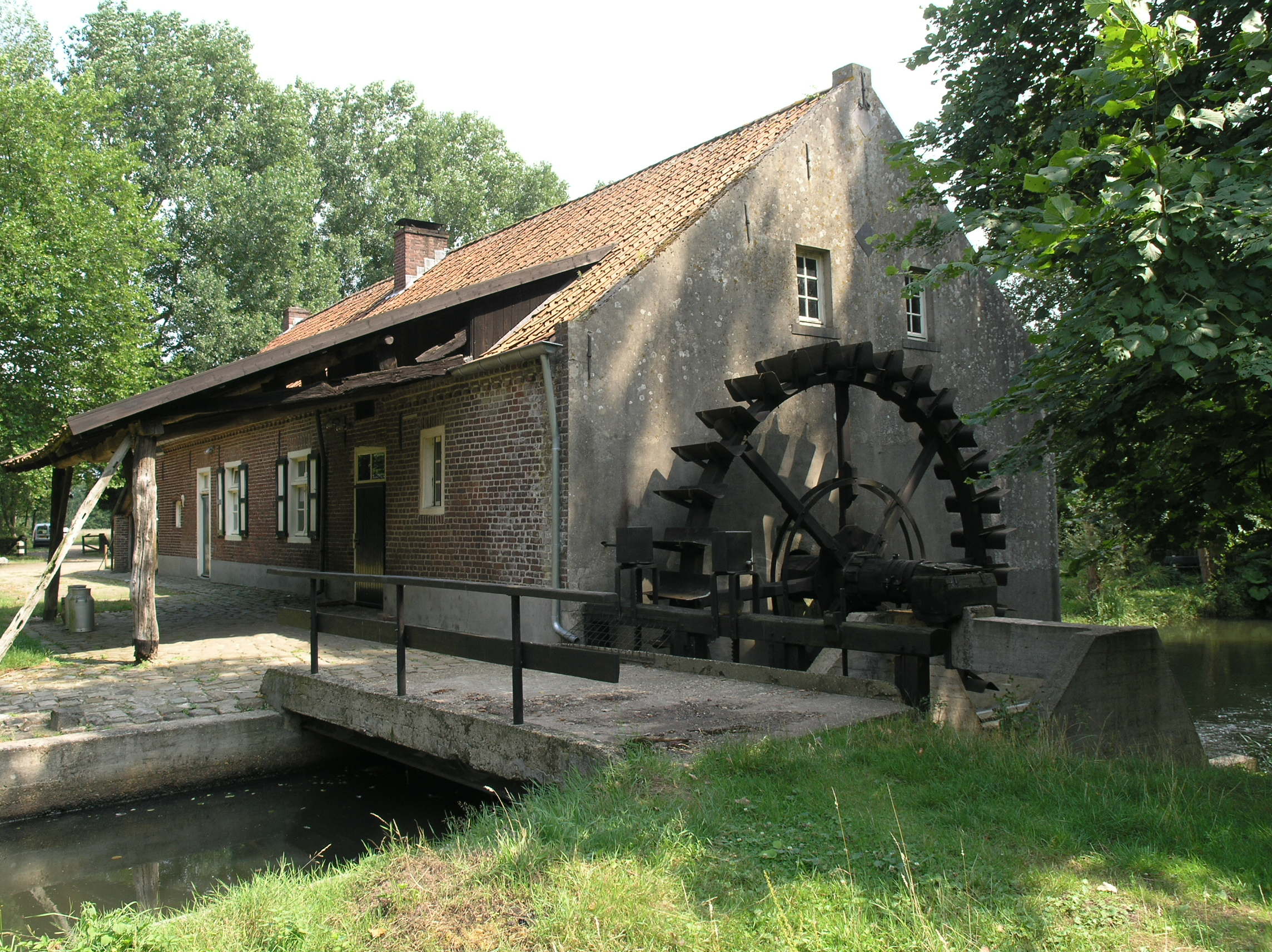
Broekmolen in Stramproy
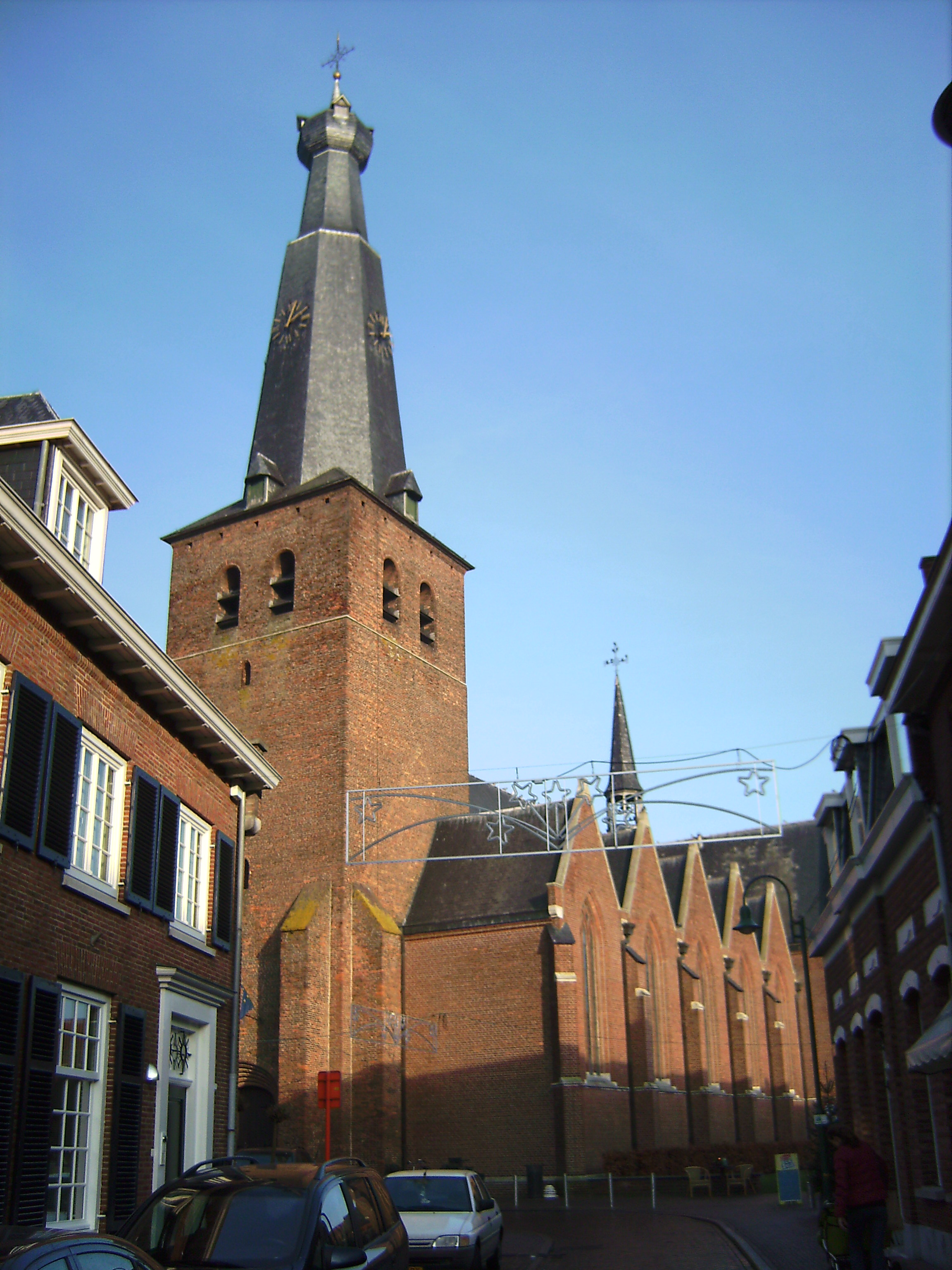
St.-Remigiuskerk in Baarle-Hertog
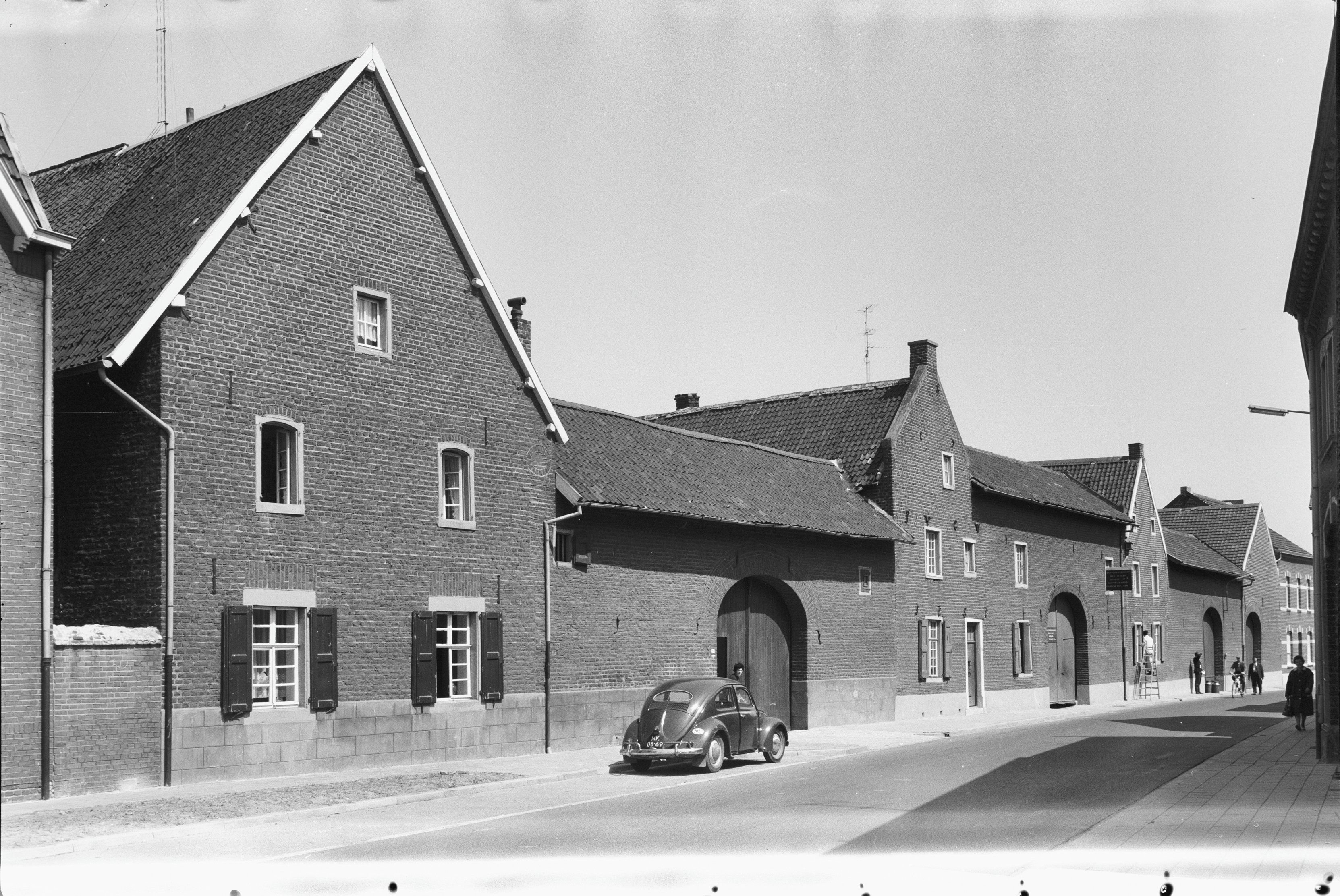
Boerderijen in Waubach

## Bestuur
Het Land van Thorn was ingericht als kerkelijk gebied én als landsheerlijkheid. Uit de kerkelijke oorsprong stamden de overste (de abdis) en de raad (het kapittel). Een wereldlijke structuur was de vergadering van de Staten.
- De abdis fungeerde als landsvrouwe.[10] Ze vertegenwoordigde het land in de Rijksdag en de Kreitsdag. Toch was haar inspraak beperkt: in de Rijksdag mocht ze geen stem uitbrengen (m.a.w. werd ze niet als rijksvorstin noch als één der rijksstanden beschouwd)[11] en in de Kreitsdag had ze slechts recht op een groepsstem (ze moest haar stem delen met zeventien andere leden van een zgn. Kuriat)[12]. De abdis werd gekozen door het kapittel, uit het geheel van de stiftdames. Elke benoeming moest goedgekeurd worden door de prins-bisschop van Luik, in naam van de Kerk en de keizer.
- Het 'Hoogadellijk Kapittel' fungeerde tegelijkertijd als landsheer en leenhof, d.w.z. het gaf de landgoederen in Thorn in leen aan de vazallen. De landgoederen waren allodiaal, wat maakt dat het kapittel de opperste grondheer was. Wel stonden de landgoederen onder de macht van Gelre, aangezien dat als voogd de materiële bezittingen moest beschermen. Hiertoe stelde Gelre een schout aan in Thorn. Het kapittel was samengesteld uit een stiftdame (de decanes, die voor het geheel van stiftdames sprak) en vier, later zes, priesters (de kanunniken, die de belangen van de Kerk behartigden).
- De Statenvergadering van Thorn was niet drieledig, maar tweeledig. De geestelijkheid werd immers al buiten dit orgaan vertegenwoordigd. De Statenvergadering moest dan ook enkel namens de adel (de geridderde leenmannen) en het volk (de burgemeesters) spreken.

## Rechten
Thorn had zijn eigen landrecht. De schepenbank bezat ook de hoge heerlijkheid of bloedban, wat inhield dat zij de doodstraf kon opleggen en laten uitvoeren. De abdis bezat trouwens diplomatieke voorrechten, zoals het verbod op opening door derden van alle brieven en pakketten die haar zegel droegen.
De soevereiniteit over het abdijvorstendom was een bevoegdheid die abdis en kapittel deelden. Uitzondering hierop vormde Neeroeteren (indertijd zonder Neersolt en met Heppeneert), dat tweeherig Thorns-Loons was. Hier was namens Thorn uitsluitend de abdis bevoegd. De soevereiniteit werd er gedelegeerd aan een meier benoemd door de abdis, en aan een schout benoemd door de graaf. De schepenbank werd aanvankelijk door middel van coöptatie vernieuwd, maar vanaf 1663 beurtelings door Thorn en Loon.
In eerste aanleg telde Thorn drie civiele rechtbanken: die van Thorn, Grathem en Neeroeteren. Aanvankelijk stonden Grathem en Neeroeteren lager dan Thorn, zodat Thorn als algemene appelrechter fungeerde; hieraan kwam een einde toen Grathem op gelijke hoogte met Thorn kwam (±1530) en Neeroeteren twee appelcommissarissen kreeg (1573). Vanuit deze plaatsen kon men verder procederen in het Rijk, nl. via de rijksstad Aken en het Rijkskamergerecht. Na 1400 verschoof dit naar de nabije Gelderse steden Echt en Roermond. De appelgang in Gelre werd in 1718 beëindigd op bevel van de keizer, waarna een appelrechtbank binnen Thorn opgericht werd.

## Aanvullende literatuur
- Joost Welten 2019: De vergeten prinsessen van Thorn (1700-1794). Gorredijk.
- (de) Gerhard Taddey 1983: 'Reichsstift Thorn'. In: Dezelfde (red.): Lexikon der deutschen Geschichte. Ereignisse – Institutionen – Personen. Von den Anfängen bis zur Kapitulation 1945. Kröner-Verlag, Stuttgart.
- (de) Irene Crusius (red.) 2001: Studien zum Kanonissenstift. Göttingen.